# Pantalla d'inici
|  | No s'ha de confondre amb Pàgina d'inici. |

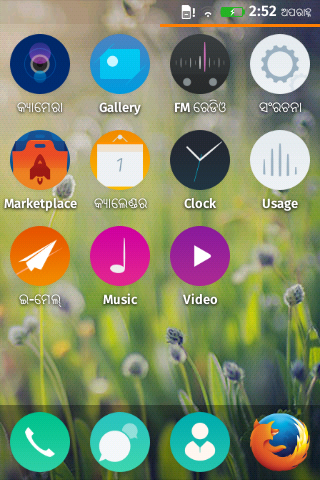
Pantalla d'inici del Firefox OS amb una vora inferior

Una pantalla d'inici o interfície d'inici (segons el Termcat "Interfície gràfica que permet organitzar i gestionar la pantalla d'inici en un dispositiu mòbil"). S'utilitza amb diferents significats segons el S.O.: 
D'una banda és la pantalla de benvinguda dels sistemes operatius mòbils, en els que les pantalles d'inici solen ser diferents, primer perqué varien segons els sistema operatiu emprat, i segón, degut a que els usuaris poden reorganitzar les icones al seu gust, creant un entorn personalitzat, com en els ordinadors de sobretaula. De fet gairebé tots els telèfons intel·ligents tenen algun tipus de pantalla d'inici, que normalment mostra enllaços a aplicacions, configuracions i notificacions.
D'altra banda, el terme també s'utilitza per a les anomenades pantalles de benvinguda, que representen missatges de càrrega o inici de visualització dels programes informàtics.

## Ordinadors personals
En un ordinador personal, la pantalla d'inici és la pàgina d'inici d'un sistema operatiu. Aquesta pàgina es presenta en format de pantalla completa com a metàfora d'escriptori, i es mostra a l'usuari immediatament després que s'hagi completat el procés d'inici del sistema operatiu o d'inici de sessió, com la pantalla d'inici a partir de Windows 95, que, entre altres coses, mostra una col·lecció d'aplicacions instal·lades a l'ordinador i les executa fent doble clic sobre la seva icona.

## Característiques comunes
Les pantalles d'inici generalment consten d'una quadrícula d'enllaços d'aplicacions o dreceres que sovint es poden organitzar en diverses pàgines i serveixen com a mètode principal de l'usuari per accedir a les funcions del telèfon. Les pantalles d'inici també tendeixen a incloure una base al llarg de la vora de la pantalla, on es poden emmagatzemar enllaços d'aplicacions i accedir-hi des de qualsevol pàgina de la pantalla d'inici. La majoria dels sistemes operatius permeten als usuaris afegir carpetes a la pantalla d'inici per organitzar encara més els enllaços de les aplicacions. Algunes pantalles d'inici també poden incloure un panell on es mostren notificacions automàtiques o es pot accedir a configuracions seleccionades del sistema.
A part dels enllaços d'aplicacions, moltes pantalles d'inici també són capaços de mostrar informació ambiental, com mosaics en viu a Windows Phone o ginys a Android. Aquests mosaics o ginys poden vincular a aplicacions; no obstant això, es diferencien dels vincles tradicionals on mostren informació dinàmica i actual en lloc d'una icona estàtica. No obstant això, la rellevància més gran de la informació pot tenir un cost en la durada de la bateria del dispositiu, l'amplada de banda i la facilitat de reconeixement que ofereixen les icones d'aplicacions estàtiques.

## Pantalles d'inici alternatives
Tot i que la majoria de pantalles d'inici tenen una estructura semblant, no totes estan dissenyades seguint la mateixa pauta. Dos exemples notables de paradigmes de pantalles d'inici menys comuns inclouen Siri i WebOS. La primera és la interfície d'usuari en llenguatge natural d'Apple, que realitza funcions similars a les pantalles d'inici més tradicionals, com ara obrir aplicacions, mostrar dades rellevants i administrar la configuració del telèfon. Aquest darrer es destaca per l'ús d'icones d'aplicacions completament dinàmiques que imiten l'estat actual de l'aplicació, similar als administradors de tasques en altres sistemes operatius mòbils.
Encara que la majoria dels sistemes operatius mòbils inclouen una pantalla d'inici predeterminada, alguns dispositius també permeten a l'usuari reemplaçar la pantalla d'inici nativa amb una aplicació diferent o una pantalla d'inici de tercers, cosa que permet paradigmes de pantalla d'inici addicionals.

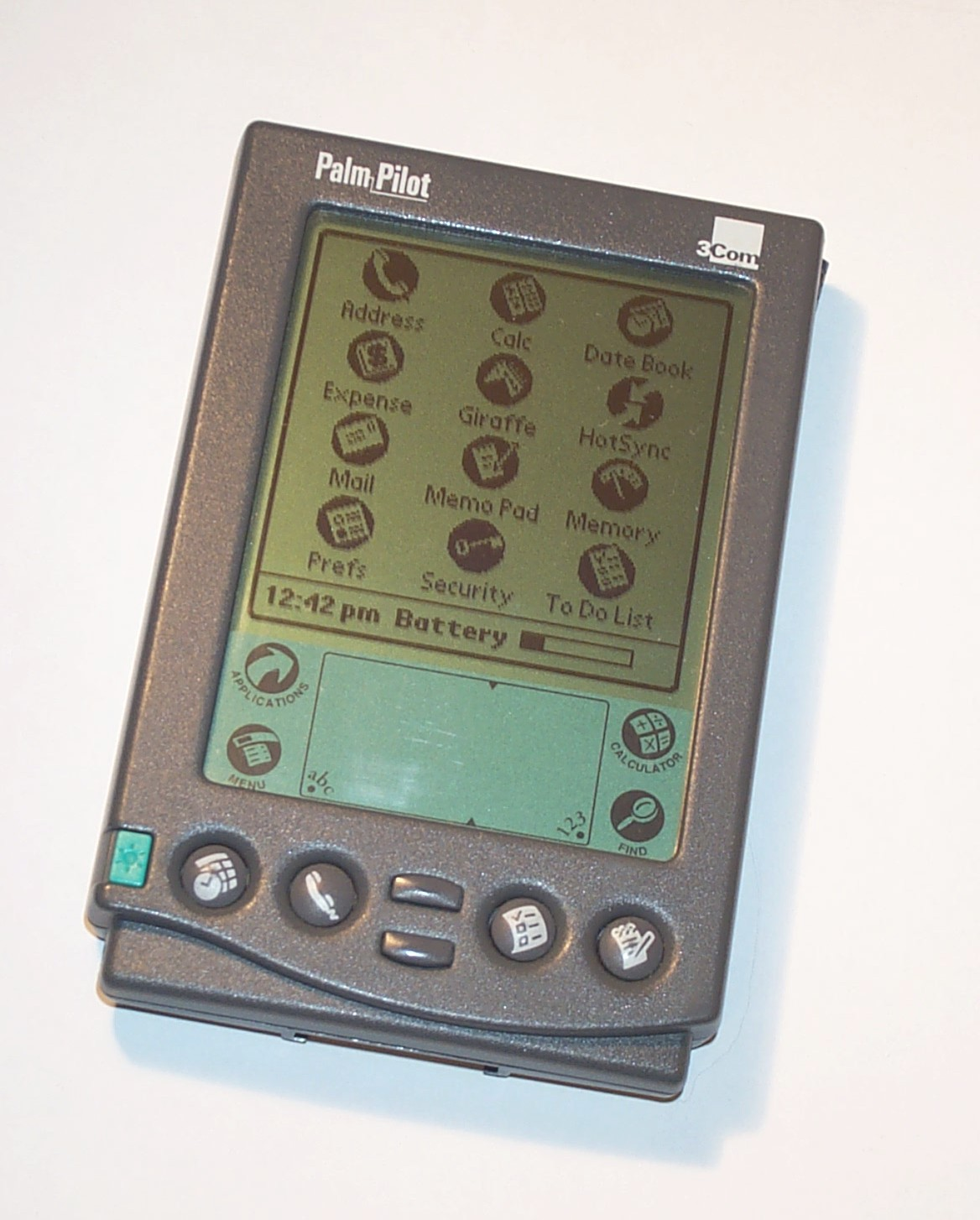
La pantalla d'inici en un PalmPilot Professional

## Història
Un dels primers exemples de pantalla d'inici es pot trobar en els Lisa, en els Macintosh i en els Newton d'Apple i més tard en els PalmPilot, que va debutar el 1997.
En els smartphones, les primeres pantalles d'inici solien ser menys personalitzables que les versions actuals. Per exemple, les primeres versions de l'iOS no permetien als usuaris reorganitzar les aplicacions a la pantalla d'inici ni canviar la imatge de fons.
Com que les pantalles d'inici sovint serveixen com a mètode principal per interactuar amb els sistemes operatius mòbils, tendeixen a canviar lentament, si és que canvien, entre les actualitzacions del sistema operatiu.